# Pseudotriccus simplex
A Pseudotriccus simplex a madarak (Aves) osztályának verébalakúak (Passeriformes) rendjébe és a királygébicsfélék (Tyrannidae) családjába tartozó faj.

## Előfordulása
Bolívia délkeleti és Peru északnyugati részén honos. A természetes élőhelye szubtrópusi és trópusi hegyi esőerdők.